# Dasyhelea diplosis
Dasyhelea diplosis är en tvåvingeart som beskrevs av Jean-Jacques Kieffer 1914. Dasyhelea diplosis ingår i släktet Dasyhelea och familjen svidknott. Inga underarter finns listade i Catalogue of Life.